# Dekabrîstiv, Mirhorod
Dekabrîstiv (în ucraineană Декабристів) este un sat în comuna Velîkîi Bairak din raionul Mirhorod, regiunea Poltava, Ucraina.

## Demografie
Componența lingvistică a localității Dekabrîstiv
     Ucraineană (97,01%)
     Rusă (2,56%)
Conform recensământului din 2001, majoritatea populației localității Dekabrîstiv era vorbitoare de ucraineană (97,01%), existând în minoritate și vorbitori de rusă (2,56%).